# Salima Mourad
Salima Mourad ou Salima Murad (en arabe : سليمة مراد), appelée aussi Salima Pasha (1905-1974) est une chanteuse juive irakienne, très célèbre dans les années 1920-1950.

## Le succès
Le premier ministre irakien Nouri Saïd, pour qui Salima Mourad a chanté à maintes reprises, lui a donné le titre honorifique ottoman de Salima Pasha.
Elle était spécialisée comme d'autres chanteurs irakiens de son temps dans le genre du maqâm. Les plus célèbres poètes et compositeurs ont écrit pour elle, parmi lesquels Abd al Karim Allaf, Salem Zabali, les frères Saleh et Daud Al-Kuweity. Analysant cette forme mélodique telle qu'elle se développe en Irak, B. Moussali écrit qu'elle ne sépare pas clairement le profane et le sacré et qu'on la retrouve dans la plupart des musiques religieuses de Mésopotamie, musulmane, juive, chrétienne, gnostique, etc.  
L'illustre chanteuse égyptienne Oum Kalthoum ayant écouté un récital de Salima Mourad à Bagdad en 1935 n'aura de cesse de louer le talent de cette chanteuse.
Salima Mourad épousa Nazem al-Ghazali (en) (1921-1963), chanteur très populaire, voix de l'Orchestre de la radio irakienne, qu'elle rencontra en 1952, et dont elle était l'aînée de vingt ans. Ils ont chanté et fait des tournées européennes ensemble.

## Le tournant du coup d'État de 1958
Elle a perdu ses soutiens à la suite du coup d'État de 1958 et de la fin de la monarchie ; la musique dépendait alors en partie du patronage d'hommes politiques qui se sont exilés ou qui ont perdu leur influence.
À la suite de la fondation d'Israël en 1948, cent vingt mille juifs irakiens, descendants d'une des plus anciennes communautés juives, prennent le chemin de l'exil, entre 1949 et 1952. Salima Mourad restera cependant en Irak jusqu'à sa mort en 1974.

## Les juifs et la musique irakienne
Selon le musicologue Yeheskel Kojaman, les juifs étaient en quelque sorte les musiciens de l'Irak ; il rappelle la grande popularité de Salima Mourad, celle de Saleh et Daud Al-Kuweity, également juifs, à qui fut confié le soin d'organiser la cérémonie d'intronisation du roi Fayçal II.